# 蘇賢京
蘇賢京（韓語：소현경，1965年—），韓國電視劇編劇，以編寫出不少經典韓國電視劇而為人所知。

## 作品列表

### 電視劇
- 1999年：MBC《Best劇場（朝鲜语：MBC 베스트극장）－怏宿》
- 1999年：MBC《Best劇場－愛成痕跡》
- 2000年：MBC《Best劇場－他，被她拋棄了》
- 2000年：MBC《你的巢在哪裡》
- 2000年：MBC《花樣美麗的她（朝鲜语：꽃보다 아름다운 그녀）》
- 2000年：MBC《真實（朝鲜语：실 (2000년 드라마)）》（與金仁英共同編劇）
- 2001年：MBC《每天在一起（朝鲜语：매일 그대와）》
- 2002年：MBC《Best劇場－飛吧我女兒呀》
- 2003年：MBC《Best劇場－別哭，媽媽！》
- 2003年：MBC《聖女與魔女（朝鲜语：성녀와 마녀 (드라마)）》
- 2005年：MBC《Best劇場－在落照下哭泣》
- 2005年：SBS《那女子（朝鲜语：그 여자 (2005년 드라마)）》
- 2006年：MBC《Best劇場－他人的取向》
- 2006年：MBC《有多愛（朝鲜语：얼마나 좋길래）》
- 2009年：SBS《燦爛的遺產》
- 2010年：SBS《檢察官公主》
- 2011年：SBS《49天》
- 2012年：KBS《我的女兒㥠榮》
- 2013年：MBC《Two Weeks》
- 2015年：tvN《第二個二十歲》
- 2017年：KBS《我的黃金光輝人生》
- 2025年：KBS《華麗的日子》

## 獲獎
- 2009年：第二屆廣播文化旅遊獎戲劇部門－作家獎
- 2009年：第十屆藝術廣播電視機構－作家獎
- 2013年：APAN Star Awards－作家獎（我的女兒㥠榮、Two Weeks）
- 2017年：2017 KBS演技大獎－作家獎（我的黃金光輝人生）